# المعطي (أسماء الله الحسنى)
المعطي من أسماء الله الحسنى ، ذُكِر في السنة النبوية ، ومعناه :الذي أعطى كل شيء خلقه وتولى أمره ورزقه في الدنيا والآخرة .

## في السنة النبوية
لم يرد اسم المعطي في القرآن الكريم ، بل ورد في السنة ، فمن حديث معاوية بن أبي سفيان قال :«قال رسول الله ﷺ :مَنْ يُرِدِ اللَّهُ بِهِ خَيْرًا يُفَقِّهْهُ فِي الدِّينِ وَاللَّهُ الْمُعْطِي وَأَنَا الْقَاسِمُ» ، وقد كان النبي يقول بعد السلام من الصلاة حينما ينصرف إلى الناس : «لَا إِلَهَ إِلَّا اللَّهُ وَحْدَهُ لَا شَرِيكَ لَهُ لَهُ الْمُلْكُ وَلَهُ الْحَمْدُ وَهُوَ عَلَى كُلِّ شَيْءٍ قَدِيرٌ اللَّهُمَّ لَا مَانِعَ لِمَا أَعْطَيْتَ وَلَا مُعْطِيَ لِمَا مَنَعْتَ وَلَا يَنْفَعُ ذَا الْجَدِّ مِنْكَ الْجَدُّ»

## الاستدلال بثبوته
ذكر ابن منده، والقرطبي، والشّيخ السعدي، ونور الحسن خان، والقحطاني أنّ المعطي والمانع من أسماء الله الحسنى ، واقتصر كلّ من الخطابي  والبيهقي  على ذكر اسم المانع فحسب، بينما الثّابت من أسماء الله اسم المعطي لا المانع ؛ لذكره في الحديث : «وَاللَّهُ الْمُعْطِي وَأَنَا الْقَاسِمُ»

## أنواع العطاء
العطاء قد يكون عامًا أو خاصًا:
- العطاء العام يكون للخلائق أجمعين، ومنه ما ورد في قوله تعالى: ﴿كُلاًّ نُّمِدُّ هَـؤُلاء وَهَـؤُلاء مِنْ عَطَاء رَبِّكَ وَمَا كَانَ عَطَاء رَبِّكَ مَحْظُورًا﴾ سورة الإسراء:20 ، والعطاء هنا هو تمكين العبد من الفعل ومنحه القدرة والاستطاعة، كل على حسب رزقه وقضاء الله وقدره.
- العطاء الخاص يكون للأنبياء والمرسلين وصالح المؤمنين، ومنه استجابة الدعاء وتحقيق مطلب الأنبياء والصالحين من الأولياء، ومنه قصة سليمان :﴿قَالَ رَبِّ اغْفِرْ لِي وَهَبْ لِي مُلْكًا لاَّ يَنبَغِي لأَحَدٍ مِّنْ بَعْدِي إِنَّكَ أَنتَ الْوَهَّابُ فَسَخَّرْنَا لَهُ الرِّيحَ تَجْرِي بِأَمْرِهِ رُخَاء حَيْثُ أَصَابَ وَالشَّيَاطِينَ كُلَّ بَنَّاء وَغَوَّاصٍ وَآخَرِينَ مُقَرَّنِينَ فِي الأَصْفَادِ هَذَا عَطَاؤُنَا فَامْنُنْ أَوْ أَمْسِكْ بِغَيْرِ حِسَابٍ﴾ سورة ص:35-39